# 고시역
고시역(일본어: 剛志駅)은 일본 군마현 이세사키시에 있는 역이다. 역 번호는 TI 23이다.

## 역사
- 1910년 3월 27일: 영업 개시.
- 1973년 9월 1일: 역 무인화, 간이 위탁 개시.
- 2006년 3월 18일: 오타 ~ 이세사키 역 구간의 원맨 운전 개시.
- 2008년봄: 신역사 공용 개시.

## 역 구조
섬식 승강장 1면 2선의 지상역으로 간이 위탁역인 관계로 단거리 승차권은 역전의 상점에서 판매하고 있다. 역사는 선로 북쪽에 있고 승강장은 과선교로 연결된다. 2008년 봄에 구역사의 동쪽에 신역사가 건설되고 구역사는 철거되었다. 역사에는 PASMO 대응 간이 개찰기, 승차역 증명증 발급기, 화장실이 설치되어 있다.

### 타는 곳
| 번호 | 노선        | 방향 | 행선                                                                                         |
| ---- | ----------- | ---- | -------------------------------------------------------------------------------------------- |
| 1    | 이세사키 선 | 하행 | 이세사키 방면                                                                                |
| 2    | 이세사키 선 | 상행 | 오타・아시카가시・다테바야시・ 도부 스카이트리 라인 기타센주・도쿄 스카이트리・아사쿠사 방면 |

## 역 주변
- 사카이 이요쿠 우체국
- 군마 현립 이세사키 고등학교(구, 군마 현립 이세사키히가시 고등학교)
- 호이즈미 뉴 타운

## 사진

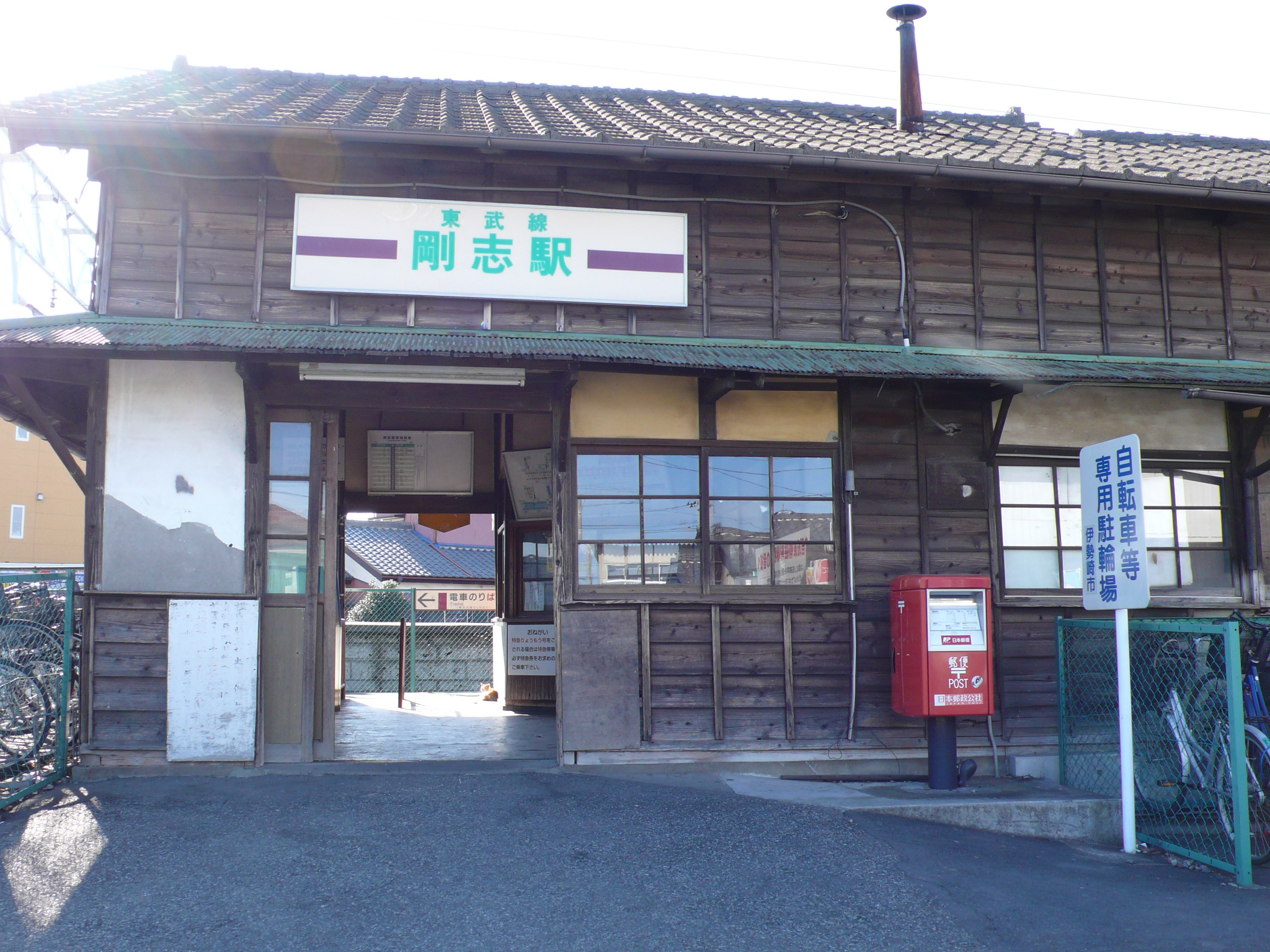
옛 역사(2008년 1월)

## 인접역
| 도부 철도 이세사키 선            | 도부 철도 이세사키 선 | 도부 철도 이세사키 선          |
| -------------------------------- | --------------------- | ------------------------------ |
| TI 22 사카이마치 다테바야시 방면 |                       | 신이세사키 TI 24 이세사키 방면 |